# Mitologia armênia
Muito pouco se conhece da mitologia armênia do  pré-cristianismo; a fonte mais antiga a este respeito são as lendas citadas na História da Armênia, de Moisés de Corene.
A mitologia armênia era muito influenciada pelo zoroastrismo, com divindades como Aramasde, Mir ou Anaíte, bem como tradições assírias, como Barxamim, embora também existam indícios fragmentários de tradições nativas, como Haico ou Vaagênio e Astlique.
De acordo com o arqueólogo francês Jacques de Morgan, alguns sinais indicariam que os armênios inicialmente veneravam entidades da natureza, e que esta crença com o tempo foi se transformando no culto a deuses nacionais, muitos dos quais tinham equivalentes nas culturas romana, grega e persa.
O acadêmico dinamarquês Georg Brandes descreveu os deuses armênios em sua obra: "quando a Armênia aceitou o cristianismo, não foram apenas os templos que foram destruídos, mas também as canções e poemas sobre os antigos deuses e heróis, que eram cantados pelo povo. Existem apenas raros trechos destas canções e poemas, trechos que testemunham uma grande riqueza espiritual e o poder de criação deste povo, e que por si só são motivo suficiente para se recriar os templos dos antigos deuses armênios. Estes deuses nem eram os demônios celestiais asiáticos nem os delicados e preciosos deuses gregos, mas sim algo que refletia as características do povo armênio que vinham sendo polidas ao longo dos séculos, algo ambicioso, sábio e de bom coração."

## Panteão
Panteão da Armênia pagã:
- Aramasde - pai de todos os deuses e deusas, criou os céus e a terra. Venerado por vezes como um deus-sol.
- Haico - Arqueiro lendário, antepassado dos armênios, matou o titã Bel.
- Aray - deus da guerra pouco conhecido.
- Vaagênio - Herói hercúleo, célebre por matar diversos dragões, também cultuado como um deus-sol e um deus da coragem.
- Barxamim - deus do céu e do clima, provavelmente derivado do deus semita Baal Shamin.
- Anaíte - deusa da fertilidade e do nascimento, é identificada com Ártemis e Afrodite.
- Astlique - deusa do amor, da beleza e da água, ainda homenageada no festival de Vartavar.
- Tsovinar - também conhecida como Nar, deusa da chuva, do mar e da água, embora fosse na verdade um ser de fogo que forçava a chuva a cair.